# Liste der Biografien/Cass
Liste der Biografien |
Portal Biografien |
Personensuche
# |
A |
B |
C |
D |
E |
F |
G |
H |
I |
J |
K |
L |
M |
N |
O |
P |
Q |
R |
S |
T |
U |
V |
W |
X |
Y |
Z |
?
 
Ca |
Cb |
Cc |
Ce |
Ch |
Ci |
Cj |
Ck |
Cl |
Cm |
Cn |
Co |
Cr |
Cs |
Ct |
Cu |
Cv |
Cw |
Cy |
Cz
 
Caa–Cag |
Cah |
Cai |
Caj |
Cak |
Cal |
Cam |
Can |
Cao–Cap |
Caq |
Car |
Cas |
Cat–Caz
 
Casa |
Casc |
Casd |
Case |
Casg |
Cash |
Casi |
Cask |
Casl |
Casm |
Casn |
Caso |
Casp |
Casq |
Casr |
Cass |
Cast |
Casu |
Casw |
Casz
Die Liste der Biografien führt alle Personen auf, die in der deutschsprachigen Wikipedia einen Artikel haben. Dieses ist eine Teilliste mit 325 Einträgen von Personen, deren Namen mit den Buchstaben „Cass“ beginnt.

## Cass
- Cass, David (1937–2008), US-amerikanischer Wirtschaftswissenschaftler
- Cass, Henry (1903–1989), britischer Filmregisseur, Drehbuchautor, Film- und Theaterproduzent
- Cass, Kiera (* 1981), US-amerikanische Schriftstellerin
- Cass, Kim, US-amerikanischer Jazzmusiker (Kontrabass)
- Cass, Lewis (1782–1866), US-amerikanischer Offizier und Politiker
- Cass, Peggy (1924–1999), US-amerikanische Schauspielerin

### Cassa
- Cassab, Judy (1920–2015), australische Malerin
- Cassada, Josh A. (* 1973), US-amerikanischer Physiker, Pilot und Astronaut
- Cassadó, Gaspar (1897–1966), spanischer Cellist und Komponist
- Cassady, Carolyn (1923–2013), US-amerikanische Schriftstellerin und Malerin
- Cassady, Neal (1926–1968), US-amerikanischer BeatnikNeal Cassady (1926–1968)

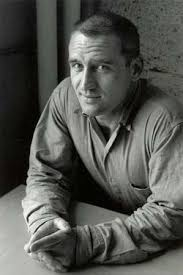
Neal Cassady (1926–1968)

- Cassagnabère, Hervé (* 1976), französischer Jurist
- Cassagne, Jacques (1635–1679), französischer römisch-katholischer Geistlicher, Dichter, Übersetzer und Mitglied der Académie française
- Cassaigne, Marie Pierre Jean (1895–1973), französischer römisch-katholischer Ordensgeistlicher und Apostolischer Vikar von Saigon
- Cassalette, Moritz (* 1983), deutscher Sportjournalist
- Cassamo, Suleiman (* 1962), mosambikanischer Schriftsteller
- Cassan, David (* 1989), französischer Organist
- Cassan, Gerry (* 1954), kanadischer Eisschnellläufer
- Cassan-Ferrier, Alexandra (* 1989), französische Triathletin
- Cassana, Giovanni Agostino († 1720), italienischer Maler
- Cassana, Giovanni Francesco († 1690), italienischer Maler des Barock
- Cassana, Nicolò (* 1659), italienischer Porträtmaler des Barock
- Cassander, Georg (1513–1566), deutscher Theologe und Humanist
- Cassandra, Regina (* 1990), indische Schauspielerin und Model
- Cassandre, A. M. (1901–1968), französischer Grafikdesigner, Typograf, Maler, Bühnenbildner und Lehrer
- Cassanéa de Mondonville, Anne-Jeanne (1708–1780), französische Cembalistin und Komponistin
- Cassanello, Norberto, uruguayischer Fußballspieler
- Cassani, Davide (* 1961), italienischer Radsportjournalist, Radrennfahrer und Sportlicher LeiterDavide Cassani (* 1961)

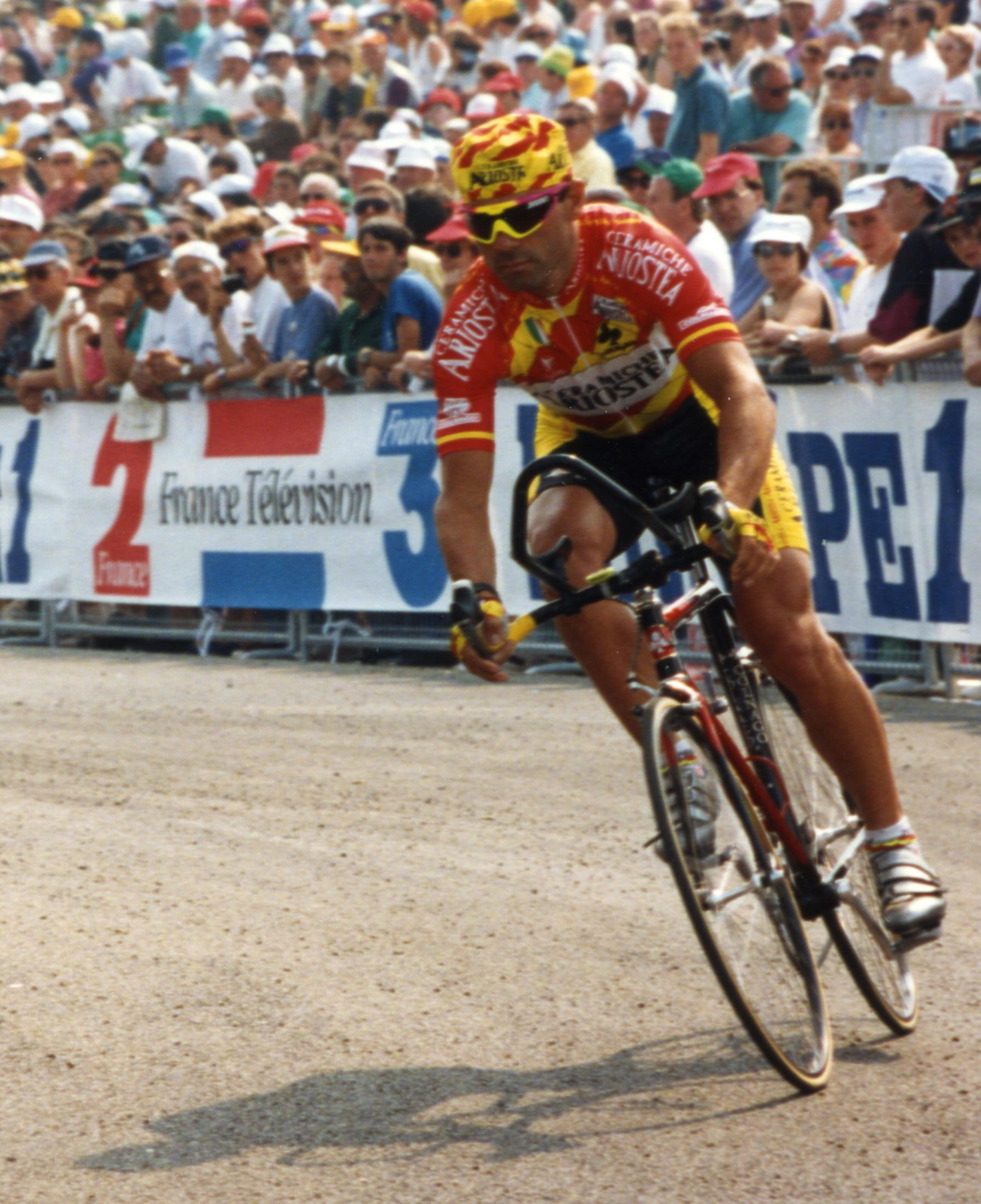
Davide Cassani (* 1961)

- Cassani, Mattia (* 1983), italienischer Fußballspieler
- Cassani, Vincenzo, italienischer Librettist
- Cassano, Antonio (* 1982), italienischer FußballspielerAntonio Cassano (* 1982)

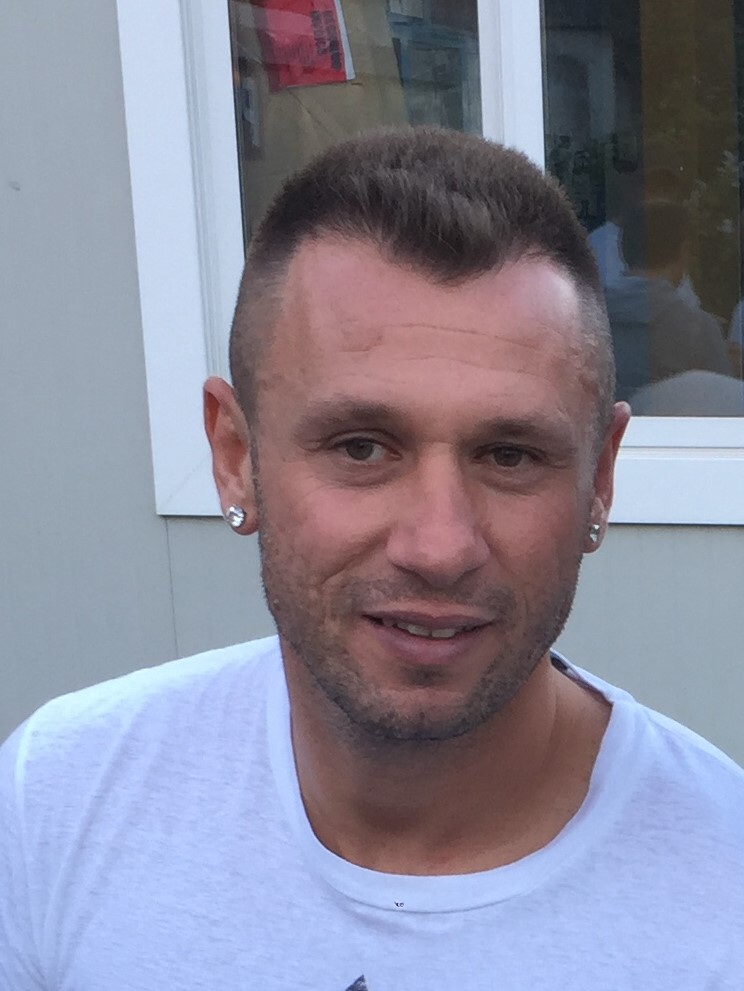
Antonio Cassano (* 1982)

- Cassano, Riccardo (1885–1953), italienischer Filmregisseur
- Cassanova, Russell (* 1991), belizischer Fußballspieler
- Cassant, Marie-Joseph (1878–1903), französischer Trappist, der 2004 von der Katholischen Kirche seliggesprochen wurde
- Cassany, Jaume Bartumeu (* 1954), andorranischer Politiker und Rechtsanwalt
- Cassanyach, Galcerán († 1537), spanischer Geistlicher
- Cassar Scalia, Cristina (* 1977), italienische Schriftstellerin
- Cassar, Dillon (* 1997), maltesischer Leichtathlet
- Cassar, Ġlormu, maltesischer Architekt
- Cassar, Ġużè (1918–2001), maltesischer Politiker
- Cassar, Joanne (* 1971), maltesische Badmintonspielerin
- Cassar, Joe (* 1966), maltesischer Politiker
- Cassar, Johann (* 1724), österreichischer Steinmetzmeister des Barock
- Cassar, Jon (* 1958), kanadischer Regisseur und Produzent
- Cassar, Saverio (1746–1805), maltesischer römisch-katholischer Geistlicher und Politiker, Generalgouverneur von Gozo
- Cassarà, Andrea (* 1984), italienischer Florettfechter und Olympiasieger
- Cassarà, Antonino (1948–1985), italienischer Kommissar und hochrangiger Mafiajäger
- Cassard, Jacques (1679–1740), französischer Freibeuter
- Cassari, Mario Roberto (1943–2017), italienischer Geistlicher, römisch-katholischer Erzbischof und Diplomat
- Cassas, Louis-François (1756–1827), französischer Zeichner und Landschaftsmaler
- Cassata, Francesco (* 1997), italienischer Fußballspieler
- Cassati, Carmelo (1924–2017), italienischer Ordensgeistlicher und römisch-katholischer Erzbischof von Trani-Barletta-Bisceglie
- Cassato, Andrea (1833–1913), italienischer Geistlicher, römisch-katholischer Weihbischof in Otranto
- Cassatt, Mary (1844–1926), US-amerikanische Malerin des Impressionismus
- Cassau, Norma (* 1975), deutsche Übersetzerin
- Cassau, Theodor (1884–1972), deutscher Wirtschaftswissenschaftler
- Cassavetes, John (1929–1989), US-amerikanischer Schauspieler und Regisseur
- Cassavetes, Katherine (1906–1983), US-amerikanische Schauspielerin
- Cassavetes, Nick (* 1959), US-amerikanischer Schauspieler, Regisseur und DrehbuchautorNick Cassavetes (* 1959)

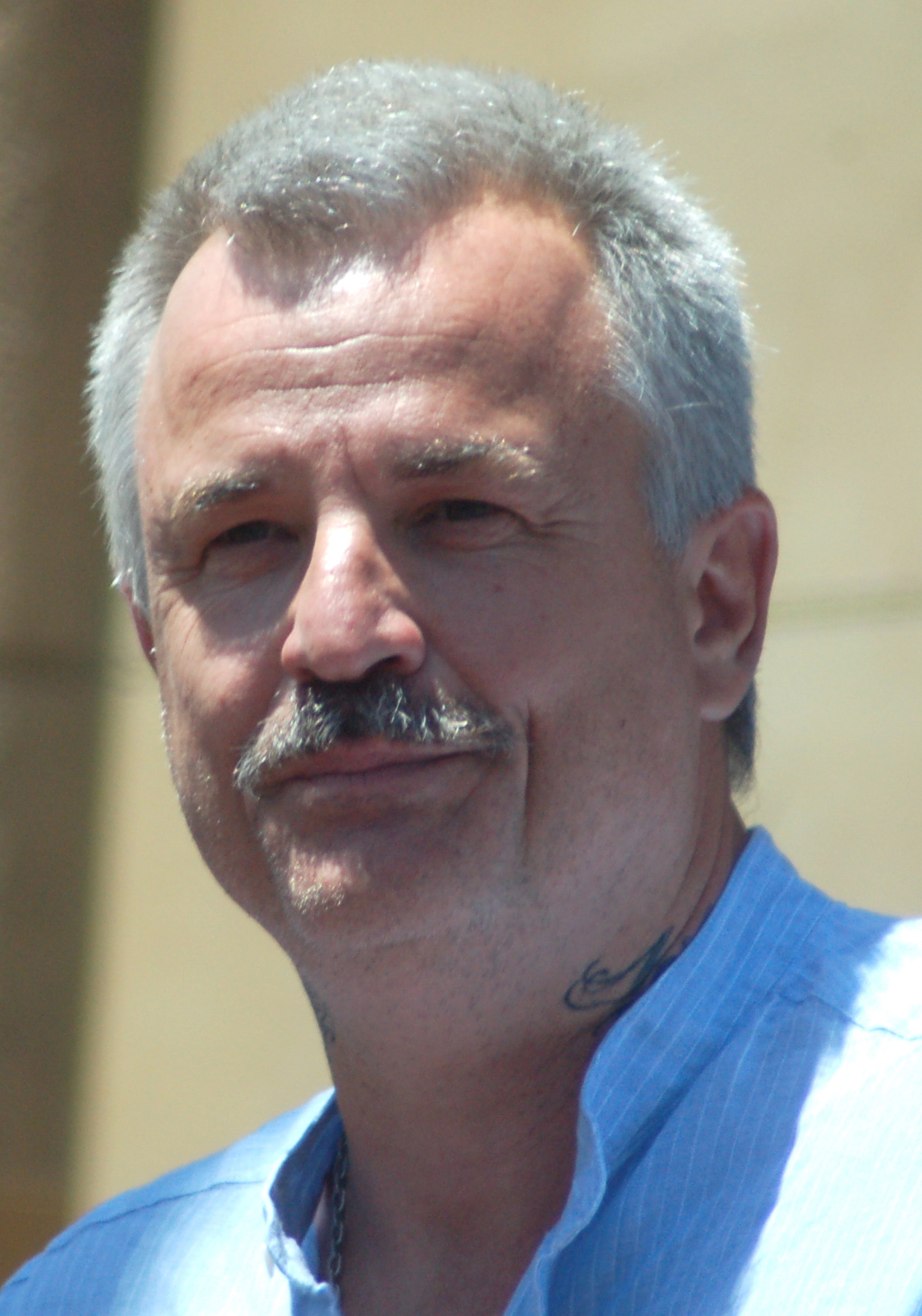
Nick Cassavetes (* 1959)

- Cassavetes, Xan (* 1965), US-amerikanische Schauspielerin, Drehbuchautorin und Regisseurin
- Cassavetes, Zoe R. (* 1970), US-amerikanische Schauspielerin, Drehbuchautorin und Filmregisseurin

### Casse
- Casse, Georges (1890–1948), französischer Autorennfahrer
- Casse, Matthias (* 1997), belgischer Judoka
- Casse, Mattia (* 1990), italienischer Skirennläufer
- Casse-Schlüter, Doris (1942–2022), deutsche Grafik-Designerin und Hochschullehrerin
- Cassebaum, Hans (1884–1952), deutscher Physiker und Pädagoge
- Cassebaum, Heinz (1925–2000), deutscher Chemiker
- Cassebeer, Johann Heinrich (1784–1850), Botaniker und Geologe sowie Landwirtschafts- und Weinbaufachmann, Politiker und Naturwissenschaftler
- Cassebohm, Friedrich (1872–1951), deutscher Jurist und Politiker, Ministerpräsident des Freistaates Oldenburg
- Cassebohm, Johann Friedrich († 1743), deutscher Humanmediziner und Professor für Anatomie
- Casseça, Agostinho (* 1975), angolanischer Politiker (MPLA)
- Casseder, Nikolaus (1767–1823), römisch-katholischer Priester und Kapuziner
- Cassedy, George (1783–1842), US-amerikanischer Politiker
- Cassegård, Carl, schwedischer Soziologe
- Cassegrain, Laurent († 1693), französischer katholischer Priester, Gelehrter
- Cassel, Carl Philipp († 1807), deutscher Kapitän, Kaufmann, Reeder und Konsul
- Cassel, Cécile (* 1982), französische Schauspielerin und SängerinCécile Cassel (* 1982)

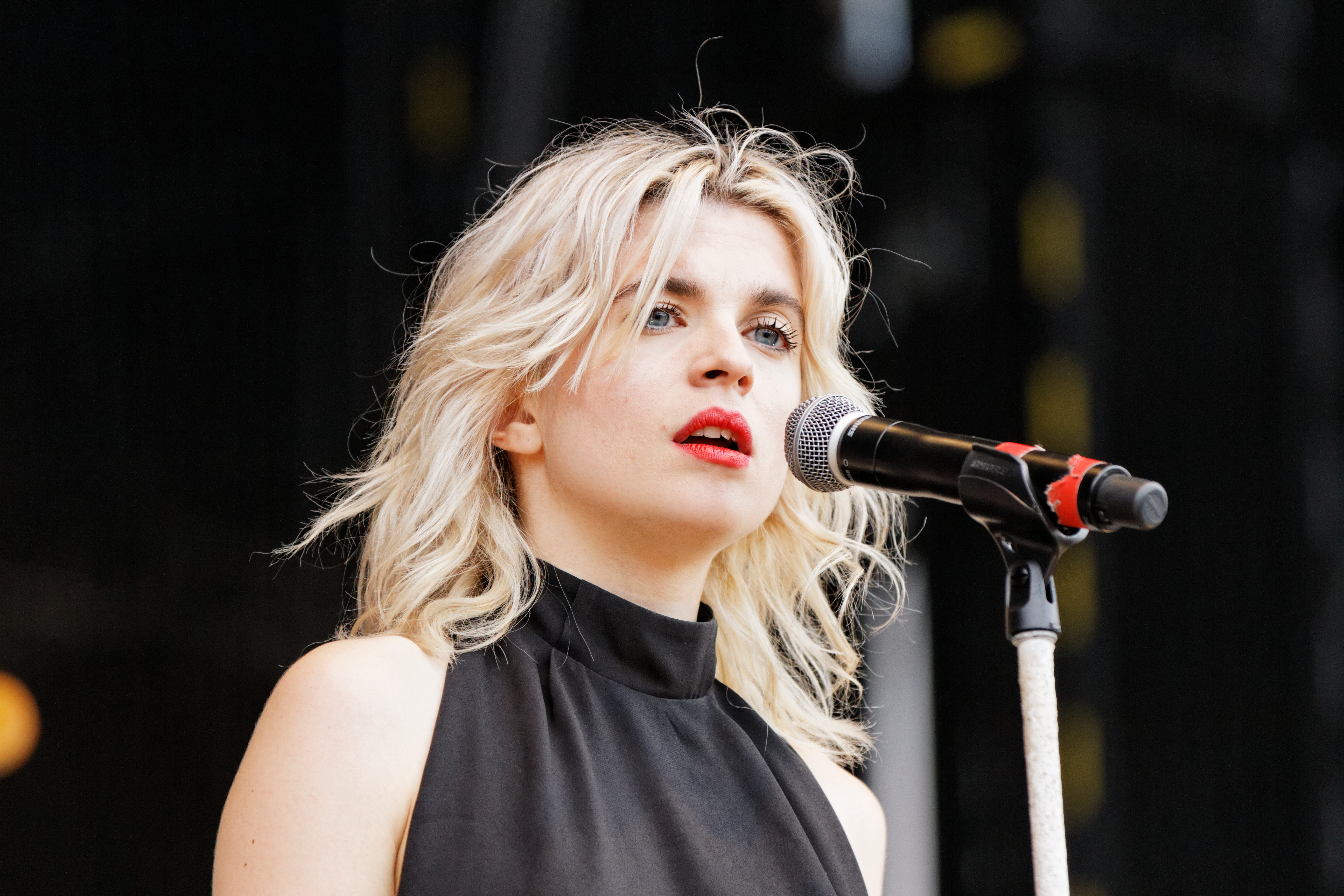
Cécile Cassel (* 1982)

- Cassel, Clemens (1850–1925), deutscher Mittelschullehrer, Heimatforscher und Chronist
- Cassel, David (1818–1893), deutscher Historiker und Rabbiner
- Cassel, Deva (* 2004), italienisch-französische Schauspielerin und ModelDeva Cassel (* 2004)

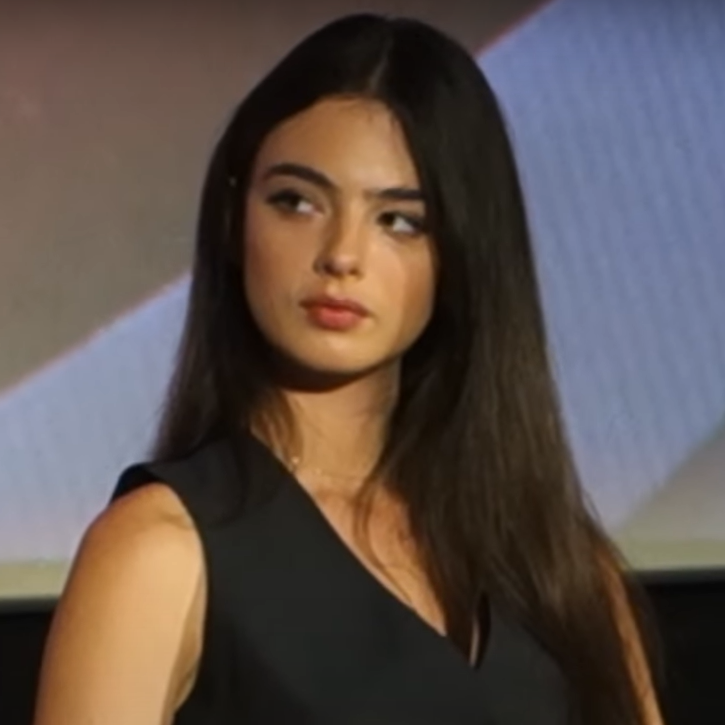
Deva Cassel (* 2004)

- Cassel, Ernest (1852–1921), britischer Bankier deutscher Abstammung
- Cassel, Franz Peter (1784–1821), deutscher Mediziner und Botaniker
- Cassel, Gustav (1866–1945), schwedischer Ökonom
- Cassel, Henry B. (1855–1926), US-amerikanischer Politiker
- Cassel, Jean-Pierre (1932–2007), französischer Schauspieler
- Cassel, Jochen (* 1981), deutscher Badmintonspieler und Manager
- Cassel, Johann Philipp (1707–1783), deutscher Historiker, Theologe, Philologe, Übersetzer, Autor und Sammler
- Cassel, Lena (* 1994), deutsche Sportjournalistin und Fernsehmoderatorin
- Cassel, Marcus (1983–2006), US-amerikanischer Footballspieler
- Cassel, Matt (* 1982), US-amerikanischer American-Football-Spieler
- Cassel, Oskar (1849–1923), deutscher Politiker
- Cassel, Paulus (1821–1892), deutscher, ursprünglich jüdischer, dann christlicher Journalist, Theologe und Schriftsteller
- Cassel, Pol (1892–1945), deutscher Maler und Grafiker der Klassischen Moderne
- Cassel, Seymour (1935–2019), US-amerikanischer Schauspieler
- Cassel, Sid (1897–1960), britisch-US-amerikanischer Schauspieler
- Cassel, Tim (* 1972), deutscher Fußballtorhüter
- Cassel, Vincent (* 1966), französischer SchauspielerVincent Cassel (* 1966)

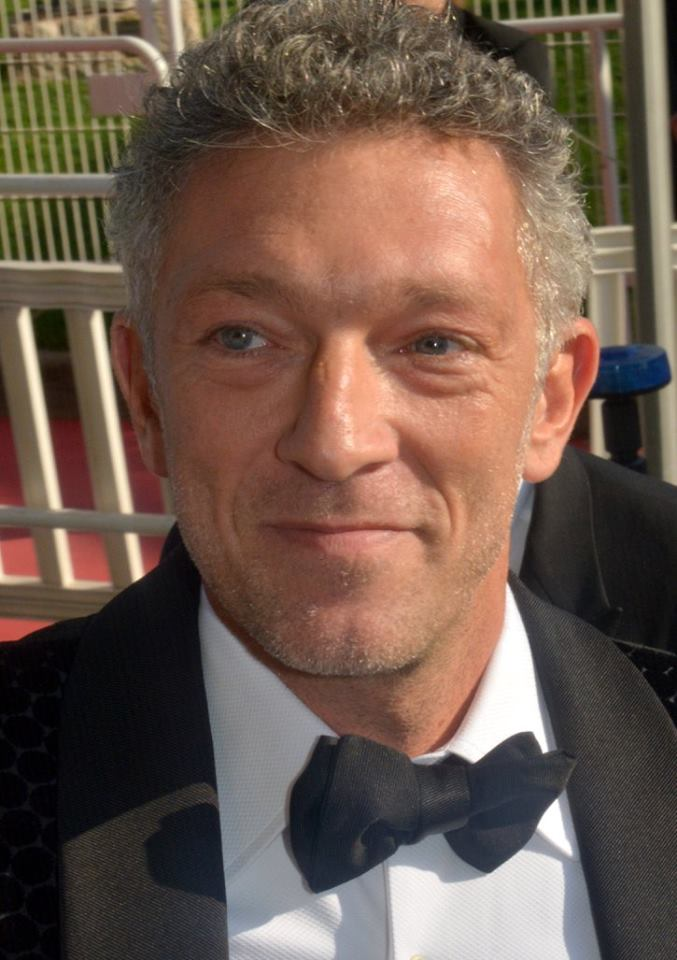
Vincent Cassel (* 1966)

- Cassel, Will (1927–2023), deutscher Maler
- Casseleux, Anne-Laure (* 1984), französische Fußballspielerin
- Cassell, Justine (* 1960), US-amerikanische Informatikerin
- Cassell, Ollan (* 1937), US-amerikanischer Leichtathlet und Olympiasieger
- Cassell, Sam (* 1969), US-amerikanischer Basketballspieler
- Cassell, Wally (1912–2015), US-amerikanischer Schauspieler
- Cassella, Leopold (1766–1847), deutscher Kaufmann und Unternehmer
- Cassello, Kathleen (1958–2017), US-amerikanische Opernsängerin (Dramatischer Koloratursopran)
- Cassells, Joel (* 1994), britischer Ruderer
- Casselly, René (* 1996), deutscher Zirkusartist
- Casselman, Jayne (1955–2016), US-amerikanische Opernsängerin (Sopran)
- Casselman, Mike (* 1968), kanadischer Eishockeyspieler
- Casselman, William Allen (* 1941), US-amerikanischer Mathematiker
- Casselman, William E. (* 1941), US-amerikanischer Regierungsbeamter, Rechtsanwalt und Rechtsberater des Weißen Hauses
- Casselmann, Leopold von (1858–1930), deutscher Politiker (NLP), MdR, Oberbürgermeister von Bayreuth
- Casselmann, Wilhelm (1831–1909), deutscher Forstmann und Politiker; Mitglied des Deutschen Reichstags
- Casselmann, Wilhelm Theodor Oscar (1820–1872), deutscher Chemiker
- Cassels, Andrew (* 1969), kanadischer Eishockeyspieler und -trainer
- Cassels, Harold (1898–1975), englischer Hockeyspieler
- Cassels, James (1907–1996), britischer Generalfeldmarschall
- Cassels, John (1922–2015), englischer Mathematiker
- Cassels, Richard (1690–1751), deutscher Architekt
- Cassels, Shane (* 1978), irischer Politiker (Fianna Fáil)
- Cassen, Benedict (1902–1972), US-amerikanischer Medizinphysiker
- Cassens, Claus (* 1945), deutscher Badmintonspieler
- Cassens, Johann-Tönjes (1932–2022), deutscher Jurist und Politiker (CDU), MdBB, MdL
- Cassens, Monika (* 1953), deutsche Badmintonspielerin
- Cassenti, Frank (1945–2023), französischer Filmschaffender
- Cásseres, Cristian Jr. (* 2000), venezolanischer Fußballspieler
- Casseri, Gianluca (1961–2011), italienischer Autor der extremen Rechten und Amokläufer
- Casseri, Giulio Cesare (1552–1616), italienischer Anatom
- Casserley, Lawrence (* 1941), britischer Komponist, Improvisationsmusiker und Musikpädagoge
- Casserly, Eugene (1820–1883), US-amerikanischer Politiker
- Cassese, Antonio (1937–2011), italienischer Jurist, Richter am Internationalen Strafgerichtshof für das ehemalige Jugoslawien (1993–2000)
- Cassetta, Francesco di Paola (1841–1919), italienischer Geistlicher und Kurienkardinal der römisch-katholischen Kirche
- Cassetti, Marco (* 1977), italienischer Fußballspieler
- Cassetti, Roberto (1945–2025), italienischer Architekt und Stadtplaner
- Cassetti, Stefano (* 1974), italienischer Schauspieler und Designer
- Casseus, Frantz (1915–1993), haitianischer Gitarrist und Komponist
- Casseus, Gabriel (* 1972), US-amerikanischer Schauspieler
- Cassey, Sara (1929–1966), US-amerikanische Jazz-Komponistin

### Cassi
- Cassian von Tanger, Christlicher Märtyrer in Tanger
- Cassian, Karl (1817–1882), Oberbürgermeister von Hanau, Abgeordneter des Kurhessischen Kommunallandtages
- Cassian, Martin von (1812–1906), österreichischer Unternehmer, DDSG-Direktor
- Cassian, Nina (1924–2014), rumänische Lyrikerin, Kinderbuchautorin, Übersetzerin, Journalistin, Pianistin und Komponistin sowie Filmkritikerin
- Cassiani, Álvaro (* 1990), venezolanischer Sprinter
- Cassiani, Francisco (* 1968), kolumbianischer Fußballspieler
- Cassiani, Gennaro (1903–1978), italienischer Politiker
- Cassiani, Geovanis (* 1970), kolumbianischer Fußballspieler
- Cassiday, George (* 1941), US-amerikanischer Physiker
- Cassidey (* 1980), US-amerikanische Pornodarstellerin und Fotomodell
- Cassidi, Desmond (1925–2019), britischer Admiral
- Cassidy (* 1982), US-amerikanischer Rap-Musiker
- Cassidy, Bill (* 1957), US-amerikanischer Politiker
- Cassidy, Bruce (* 1965), kanadischer Eishockeyspieler und -trainer
- Cassidy, Butch (* 1866), US-amerikanischer GesetzloserButch Cassidy (* 1866)

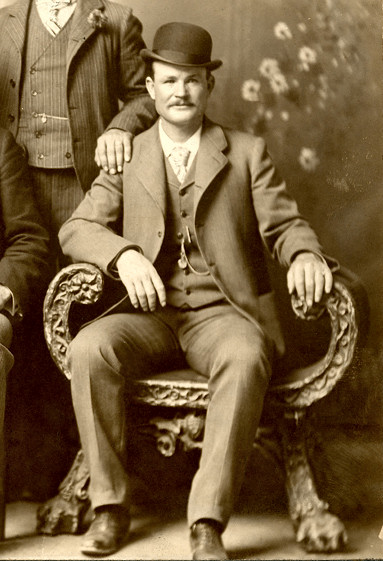
Butch Cassidy (* 1866)

- Cassidy, Christopher (* 1970), US-amerikanischer Astronaut der NASA
- Cassidy, David (1950–2017), US-amerikanischer Schauspieler und SängerDavid Cassidy (1950–2017)

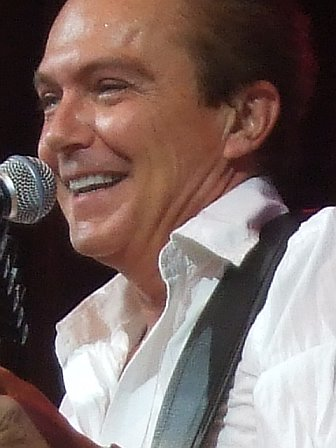
David Cassidy (1950–2017)

- Cassidy, David C. (* 1945), US-amerikanischer Wissenschaftshistoriker
- Cassidy, Donie (* 1945), irischer Politiker
- Cassidy, Ed (1923–2012), US-amerikanischer Jazz- und Rock-Schlagzeuger
- Cassidy, Edward Idris (1924–2021), australischer Geistlicher, Diplomat und Kardinal
- Cassidy, Elaine (* 1979), irische Schauspielerin
- Cassidy, Eva (1963–1996), US-amerikanische Sängerin und Gitarristin
- Cassidy, Francis (1827–1873), kanadischer Politiker
- Cassidy, George (1936–2023), nordirischer Jazzmusiker und Musiklehrer
- Cassidy, George Henry (1942–2024), britischer Bischof der Anglikanischen Gemeinschaft
- Cassidy, George Williams (1836–1892), US-amerikanischer Politiker
- Cassidy, Jack (1927–1976), US-amerikanischer Schauspieler und Sänger
- Cassidy, James Edwin (1869–1951), US-amerikanischer Geistlicher, römisch-katholischer Bischof von Fall River
- Cassidy, James H. (1869–1926), US-amerikanischer Politiker (Republikanische Partei)
- Cassidy, Jay (* 1949), US-amerikanischer Filmeditor
- Cassidy, Joanna (* 1945), US-amerikanische Schauspielerin
- Cassidy, John (* 1952), kanadischer Eisschnellläufer
- Cassidy, Joseph (1933–2013), irischer Geistlicher, römisch-katholischer Erzbischof von Tuam
- Cassidy, Katie (* 1986), US-amerikanische Schauspielerin und SängerinKatie Cassidy (* 1986)

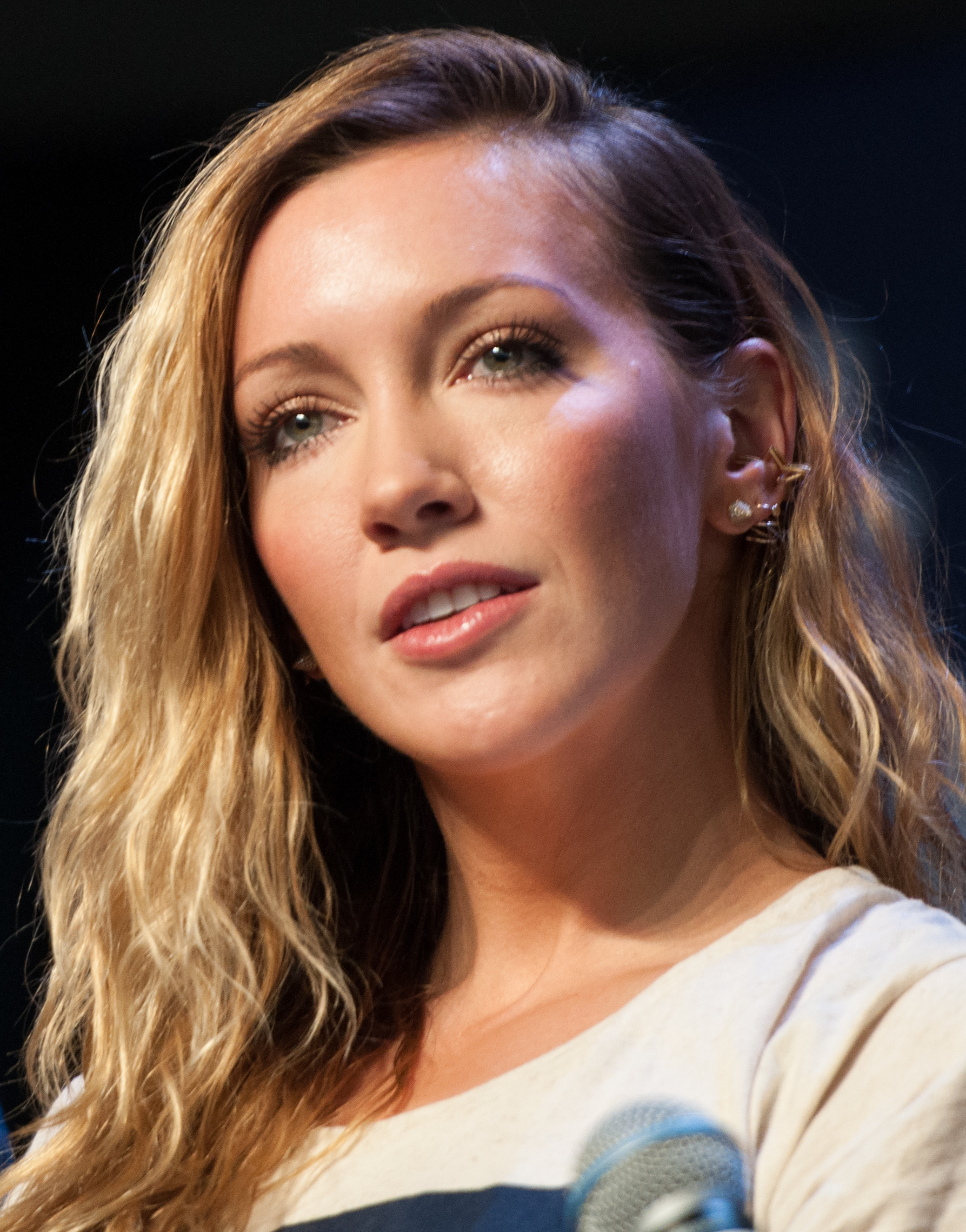
Katie Cassidy (* 1986)

- Cassidy, Laurie (1923–2010), englischer Fußballspieler
- Cassidy, Mark (* 1985), irischer Radrennfahrer
- Cassidy, Michael (* 1983), US-amerikanischer Schauspieler
- Cassidy, Nick (* 1994), neuseeländischer Automobilrennfahrer
- Cassidy, Patrick (* 1956), irischer Komponist
- Cassidy, Patrick (* 1962), US-amerikanischer Schauspieler
- Cassidy, Patrick F. (1915–1990), US-amerikanischer Offizier, Generalleutnant der US-Army
- Cassidy, Philip (* 1961), irischer Radrennfahrer
- Cassidy, Raffey (* 2001), britische Schauspielerin
- Cassidy, Raquel (* 1968), britische Schauspielerin
- Cassidy, Rick (1943–2013), US-amerikanisches Model und Bodybuilder
- Cassidy, Ronald (1939–2020), Radrennfahrer aus Trinidad und Tobago
- Cassidy, Samuel H. (* 1950), US-amerikanischer Politiker
- Cassidy, Shaun (* 1958), US-amerikanischer Popsänger, Schauspieler und Fernsehproduzent
- Cassidy, Sonya (* 1987), britische Schauspielerin
- Cassidy, Ted (1932–1979), US-amerikanischer Schauspieler
- Cassidy, Tommy (1950–2024), nordirischer Fußballspieler und -trainer
- Cassidy, William A. (1928–2020), US-amerikanischer Geologe
- Cassidy, William F. (1908–2002), US-amerikanischer Offizier, Generalleutnant der US-Army
- Cassie (* 1986), US-amerikanische R&B-SängerinCassie (* 1986)

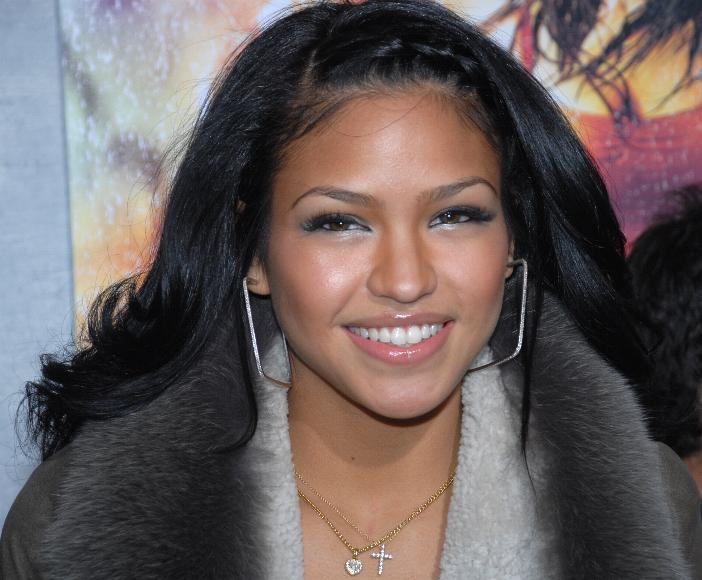
Cassie (* 1986)

- Cassie, Meryl (* 1984), neuseeländische Schauspielerin und Sängerin
- Cassie, Sabrina, Badmintonspielerin aus Trinidad und Tobago
- Cassier, Karl, Stadtrat, verwaltete Bürgermeisteramt
- Cassière, Jean de la (1503–1581), Großmeister des Malteserorden
- Cassierra, Mateo (* 1997), kolumbianischer Fußballspieler
- Cassiers, Henri (1858–1944), belgischer Maler, Aquarellist, Plakatkünstler und Illustrator
- Cassiers, Juan (1931–2010), belgischer Botschafter
- Cassif, Ofer (* 1964), israelischer Politiker
- Cassignard, Georges (1873–1893), französischer Bahnradsportler
- Cassin, Barbara (* 1947), französische Philosophin
- Cassin, Elena (1909–2011), italienische Altorientalistin
- Cassin, John (1813–1869), US-amerikanischer Ornithologe
- Cassin, René (1887–1976), französischer Jurist und Friedensnobelpreisträger
- Cassin, Riccardo (1909–2009), italienischer Bergsteiger und Unternehmer
- Cassina, Héctor (1943–1985), argentinischer Radrennfahrer
- Cassina, Igor (* 1977), italienischer Kunstturner
- Cassina, Ugo (1897–1964), italienischer Mathematiker und Mathematikhistoriker
- Cassinari, Bruno (1912–1992), italienischer Maler und Grafiker
- Cassinel, Biette, Geliebte des Regenten und späteren Königs von Frankreich Karl V.
- Cassinel, Ferry († 1390), Erzbischof von Reims
- Cassinelli, Andrea (* 1993), italienischer Shorttracker
- Cassinelli, Claudio (1938–1985), italienischer SchauspielerClaudio Cassinelli (1938–1985)

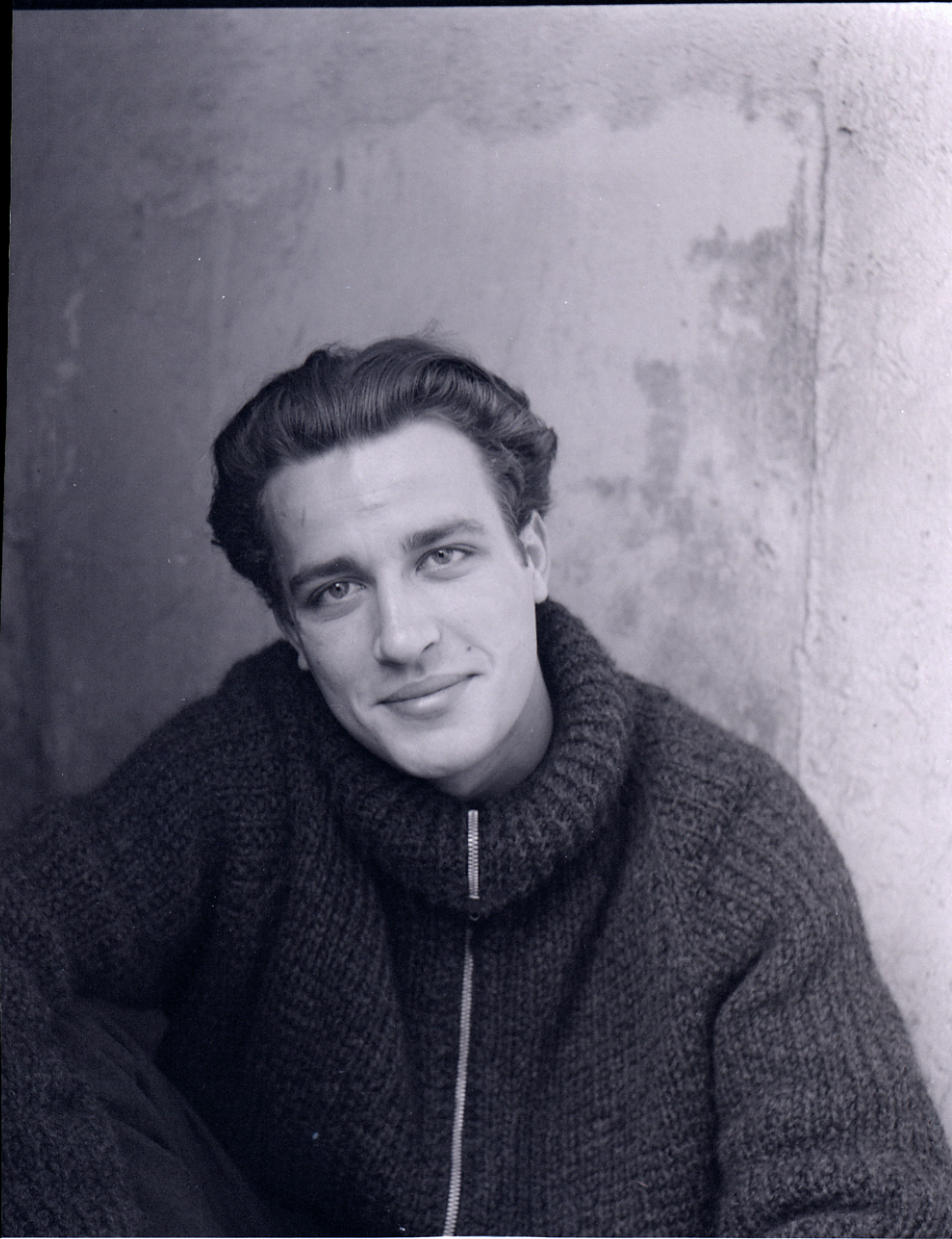
Claudio Cassinelli (1938–1985)

- Cassingham, John W. (1840–1930), US-amerikanischer Politiker
- Cassini, Alexandre Henri Gabriel de (1781–1832), französischer Botaniker und Jurist
- Cassini, Giovanni Domenico (1625–1712), französischer Astronom und Mathematiker
- Cassini, Jacques (1677–1756), französischer Astronom und Geograph
- Cassini, Jean Dominique Comte de (1748–1845), französischer Geodät
- Cassini, John, kanadischer Schauspieler
- Cassini, Nadia (1949–2025), italienische Schauspielerin und Sängerin
- Cassini, Oleg (1913–2006), US-amerikanischer Modeschöpfer
- Cassinis de Bugella, Johann Anton (* 1656), italienischer Mediziner
- Cassinis, Gino (1885–1964), italienischer Mathematiker und Politiker
- Cassinone, Alexander (1866–1931), österreichischer Maschinenbauingenieur und Luftfahrtpionier
- Cassinone, Johann († 1826), deutscher Verwaltungsbeamter
- Cássio Alves, Guilherme de (* 1974), brasilianischer Fußballspieler
- Cassio, Dino (1934–2012), italienischer Komiker, Schauspieler und Sänger
- Cassio, Nicola (* 1985), italienischer Schwimmer
- Cassiodor, römischer Staatsmann, Schriftsteller und GelehrterCassiodor

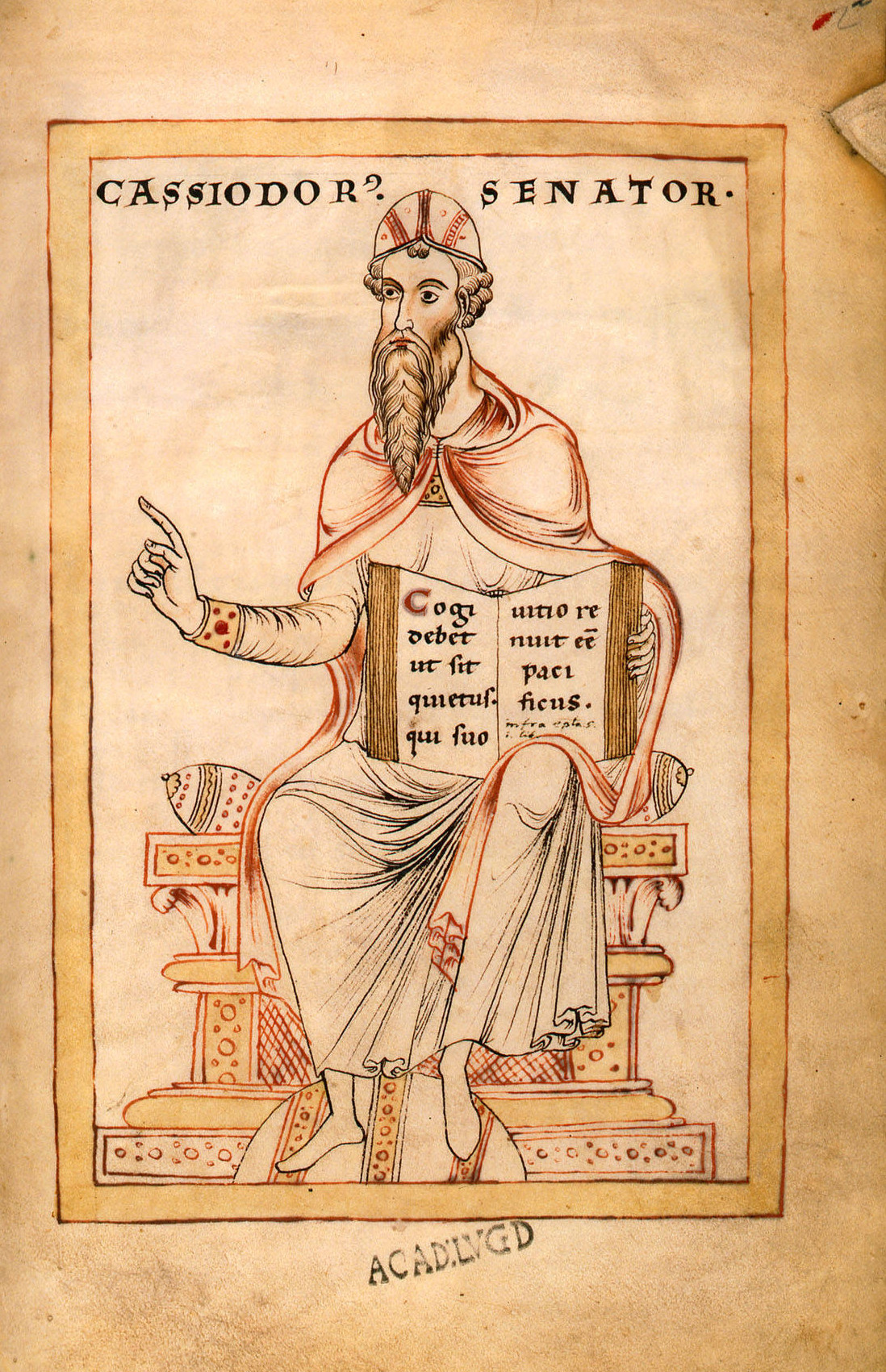
Cassiodor

- Cassioli, Amos (1832–1891), italienischer Porträt- und Historienmaler
- Cassirer, Alfred (1875–1932), deutscher Ingenieur, Unternehmer und Kunstsammler
- Cassirer, Bruno (1872–1941), deutscher Verleger, Galerist und Pferdezüchter
- Cassirer, Eduard (1843–1916), deutscher Industrieller
- Cassirer, Ernst (1874–1945), deutsch-schwedischer PhilosophErnst Cassirer (1874–1945)

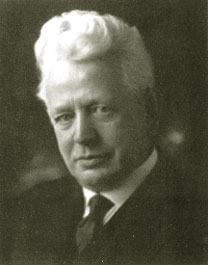
Ernst Cassirer (1874–1945)

- Cassirer, Eva (1920–2009), deutsche Philosophin
- Cassirer, Fritz (1871–1926), deutscher Dirigent
- Cassirer, Heinrich Walter (1903–1979), britisch-deutscher Philosoph
- Cassirer, Henry (1911–2004), deutsch-amerikanischer Journalist und Schriftsteller
- Cassirer, Hugo (1869–1920), deutscher Unternehmer
- Cassirer, Isidor (1851–1924), deutscher Industrieller
- Cassirer, Julius (1841–1924), deutscher Industrieller
- Cassirer, Louis (1839–1904), deutscher Industrieller
- Cassirer, Marcus (1809–1879), deutscher Textil- und Webstuhlfabrikant
- Cassirer, Max (1857–1943), deutscher Unternehmer und Kommunalpolitiker
- Cassirer, Paul (1871–1926), deutscher Verleger und Galerist
- Cassirer, Reinhold (1908–2001), deutsch-südafrikanischer Galerist
- Cassirer, Richard (1868–1925), deutscher Neurologe
- Cassirer, Salo (1847–1917), deutscher Industrieller
- Cassirer-Bernfeld, Suzanne (1896–1963), Psychoanalytikerin
- Cassis, Ignazio (* 1961), Schweizer Politiker (FDP)Ignazio Cassis (* 1961)

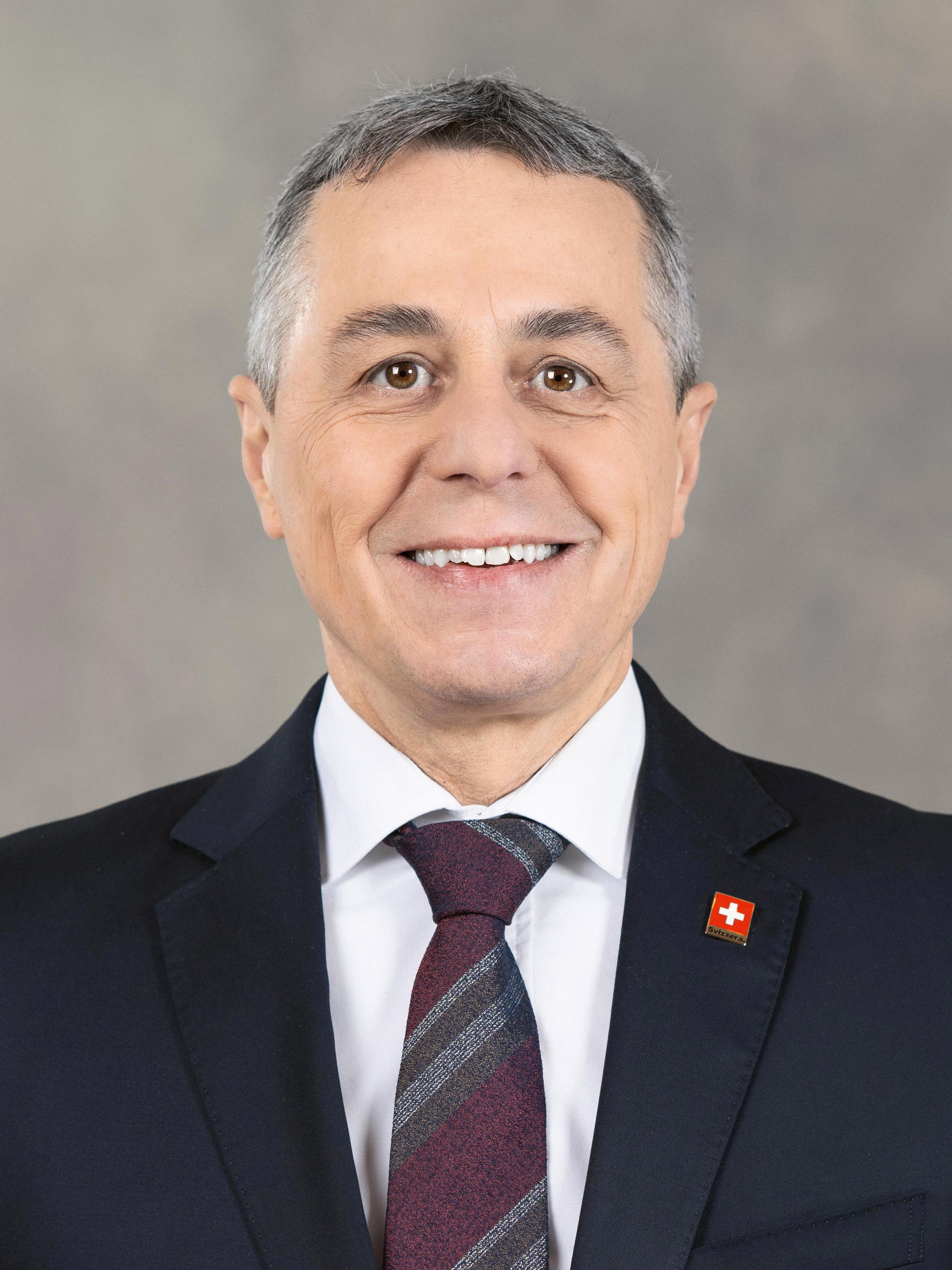
Ignazio Cassis (* 1961)

- Cassisa, Salvatore (1921–2015), italienischer Geistlicher, Erzbischof von Monreale
- Cassity, Sharel (* 1978), US-amerikanische Jazzmusikerin
- Cassius, Märtyrer
- Cassius, Mediziner
- Cassius, weströmischer Heermeister
- Cassius, westgotischer Graf, Gefolgsmann des Umayyaden-Reiches (ab 713)
- Cassius Ambrosius, Lucius, antiker römischer Toreut
- Cassius Apollinaris, Marcus, römischer Suffektkonsul (150)
- Cassius Apronianus, römischer Senator
- Cassius Arrianus, Aulus, römischer Suffektkonsul (132)
- Cassius Dexter, Publius, römischer Senator
- Cassius Dio, römischer Senator, Konsul, Historiker
- Cassius Dio, römischer Konsul 291
- Cassius Felix, römischer Arzt
- Cassius Felix, Publius, römischer Offizier (Kaiserzeit)
- Cassius Iatrosophista, Mediziner, Autor eines Werkes
- Cassius Iuvenalis, Lucius, römischer Suffektkonsul (158)
- Cassius Longinus Ravilla, Lucius, römischer Konsul und Volkstribun

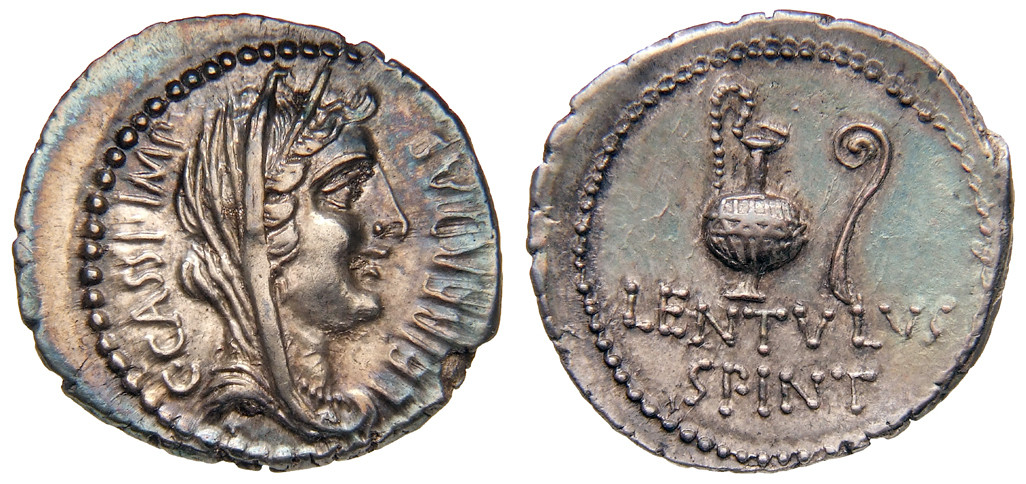
Gaius Cassius Longinus († 42 v. Chr.)

- Cassius Longinus, Gaius, römischer Konsul 171 v. Chr. sowie Zensor 154 v. Chr.
- Cassius Longinus, Gaius, römischer Politiker, Konsul 96 v. Chr.
- Cassius Longinus, Gaius, römischer Politiker und Jurist
- Cassius Longinus, Gaius († 42 v. Chr.), römischer Politiker und neben Brutus das Haupt der Verschwörung gegen CaesarGaius Cassius Longinus († 42 v. Chr.)
- Cassius Longinus, Gaius, römischer Politiker
- Cassius Longinus, Lucius, römischer Senator
- Cassius Longinus, Lucius († 107 v. Chr.), römischer Senator, Konsul 107 v. Chr.
- Cassius Longinus, Lucius († 41), römischer Senator
- Cassius Longinus, Quintus († 164 v. Chr.), römischer Konsul 164 v. Chr.
- Cassius Longinus, Quintus († 47 v. Chr.), Volkstribun 49 v. Chr.
- Cassius Parmensis, Gaius, römischer Dichter, einer der Verschwörer gegen Gaius Iulius Caesar
- Cassius Primus, Gaius, römischer Offizier (Kaiserzeit)
- Cassius Regallianus, Gaius, römischer Konsul 202
- Cassius Sabinianus, römischer Offizier (Kaiserzeit)
- Cassius Scaeva, Marcus, Centurio in der Armee Caesars
- Cassius Secundus, Publius, römischer Konsul (138)
- Cassius Severus, römischer Redner
- Cassius Troianus, Centurio
- Cassius Vecellinus, Spurius († 485 v. Chr.), römischer Konsul 503, 493 und 486 v. Chr.
- Cassius, Andreas (1563–1618), deutscher Jurist und Kanzleisekretär
- Cassius, Andreas († 1673), deutscher Arzt und Chemiker
- Cassius, Christian (1609–1676), deutscher Verwaltungsbeamter und Kanzleidirektor dreier Fürstbischöfe von Lübeck
- Cassius, Christian (1640–1699), deutscher Beamter
- Cassivellaunus, britannischer Herrscher
- Cassivi, Frédéric (* 1975), kanadischer Eishockeyspieler

### Cassl
- Caßler, Michael (1733–1772), Konstrukteur des ersten Laufrades
- Casslind, Yngve (1932–1992), schwedischer Eishockeytorwart

### Casso
- Cassö (* 2002), britischer Musikproduzent und DJ
- Casso, Anthony (1942–2020), US-amerikanischer Mafioso der Lucchese-FamilieAnthony Casso (1942–2020)

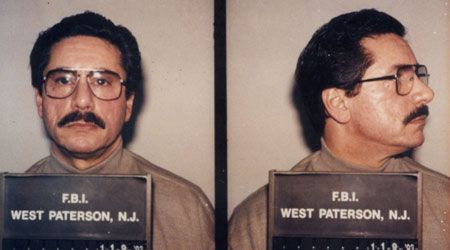
Anthony Casso (1942–2020)

- Cassol, Fabrizio (* 1964), belgischer Jazzmusiker und Komponist
- Cassol, Federica (* 2000), italienische Skilangläuferin
- Cassol, Maria Angela (* 1956), italienische Medailleurin
- Cassola, Carla (1947–2022), italienische Schauspielerin
- Cassola, Carlo (1917–1987), italienischer Schriftsteller
- Cassolo Bracchi, Regina (1894–1974), italienische Bildhauerin
- Casson, A. J. (1898–1992), kanadischer Maler
- Casson, Andrew (* 1943), britischer Mathematiker
- Casson, Ann (1915–1990), englische Bühnen- und Filmschauspielerin
- Casson, Felice (* 1953), italienischer Richter und Politiker
- Casson, Lewis (1875–1969), englischer Schauspieler und Theaterregisseur
- Casson, Lionel (1914–2009), US-amerikanischer Altphilologe
- Casson, Mary (1914–2009), britische Theaterschauspielerin
- Cassone, Andrea (1929–2010), italienischer Geistlicher und Bischof
- Cassone, Murphy (* 2002), US-amerikanischer Tennisspieler
- Cassou, Jean (1897–1986), französischer Schriftsteller, Kunsthistoriker und Übersetzer
- Cassou-Noguès, Philippe (* 1944), französischer Mathematiker
- Cassou-Noguès, Pierre (* 1971), französischer Philosoph und Wissenschaftshistoriker
- Cassou-Noguès, Pierrette (* 1945), französische Mathematikerin

### Cassp
- Casspi, Omri (* 1988), israelischer Basketballspieler

### Cassu
- Cassulo, Andrea (1869–1952), italienischer römisch-katholischer Geistlicher, Bischof und Diplomat des Heiligen Stuhls
- Cassuto, Alfonso (1910–1990), portugiesischer Büchersammler, Antiquar und Buchhändler
- Cassuto, Álvaro (* 1938), portugiesischer Dirigent und Komponist
- Cassuto, Jehuda de Mordechai (1808–1893), niederländischer Chasan, Rabbiner, Übersetzer und Autor
- Cassuto, Umberto (1883–1951), italienisch-israelischer Historiker und BibelwissenschaftlerUmberto Cassuto (1883–1951)

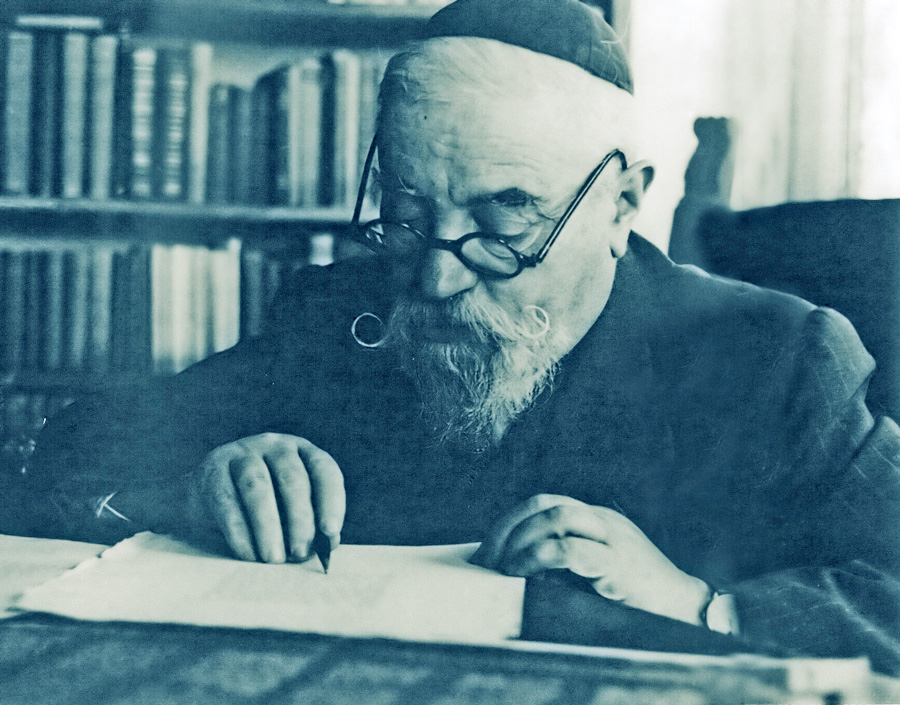
Umberto Cassuto (1883–1951)

### Cassy
- Cassyette (* 1993), englische Singer-Songwriterin